# Isoetes histrix
Isoetes histrix är en kärlväxtart som beskrevs av Jean-Baptiste Bory de Saint-Vincent och Michel Charles Durieu de Maisonneuve 1844. Isoetes histrix ingår i släktet braxengräs, och familjen Isoetaceae. Inga underarter finns listade i Catalogue of Life.